# Epidendrum ramosum
Epidendrum ramosum är en orkidéart som beskrevs av Nikolaus Joseph von Jacquin. Epidendrum ramosum ingår i släktet Epidendrum och familjen orkidéer. Inga underarter finns listade i Catalogue of Life.